# Apamea tychoona
Apamea tychoona là một loài bướm đêm trong họ Noctuidae.